# California Academy of Sciences

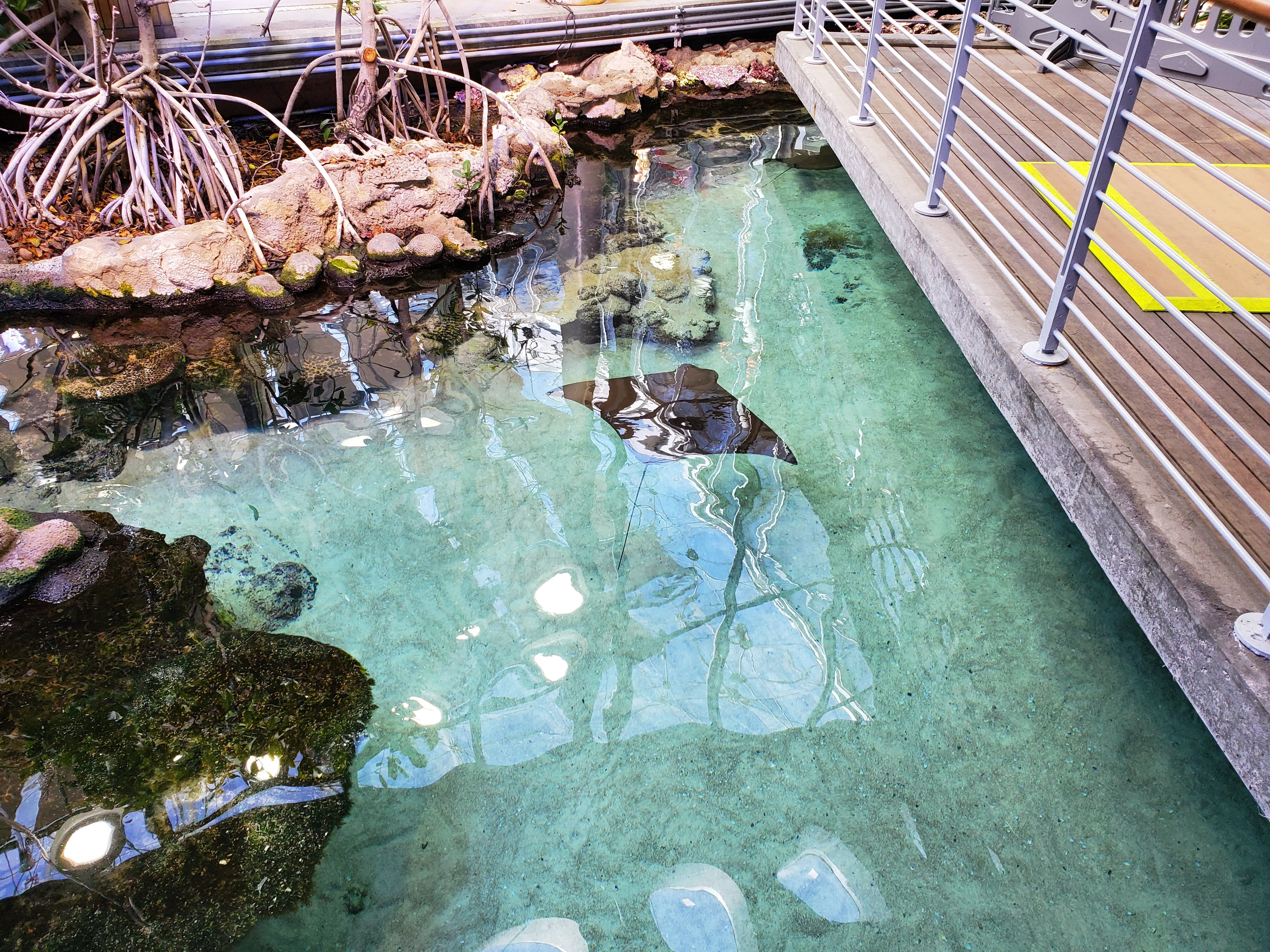
Akwarium w California Academy of Sciences w San Francisco

California Academy of Sciences – jedno z największych muzeów historii naturalnej na świecie. Akademia powstała w 1853 roku jako społeczność naukowa i do tej pory prowadzi szereg pierwotnych badań z wystawami i edukacją, stając się jednym z najbardziej prężnych muzeów z XX wieku.
Muzeum zostało kompletnie przebudowane w 2008 roku na podstawie projektu rozbudowy autorstwa Renzo Piano, budynek jest jednym z najnowszych muzeów historii naturalnej w Stanach Zjednoczonych. Obiekt jest zlokalizowany w Golden Gate Park w San Francisco w Kalifornii. Akademia dysponuje mapą, planami pięter, i szczegółową informację na temat wystaw na swojej stronie. Budynek główny w Golden Gate Park został ponownie otworzony 27 września 2008.